# 瞿能
瞿 能（く のう、? - 1400年）は、明初の将軍。本貫は廬州合肥県。

## 生涯
父の瞿通は朱元璋（洪武帝）に仕えた都督僉事である。父の跡を継いで朱元璋に仕え、藍玉の配下として四川平定で武功を挙げて勇士と評された。
朱元璋の没後は建文帝に仕え、建文元年（1399年）に 靖難の変が発生、燕王朱棣に対抗すべく李景隆が大将軍に任じられると、その配下として参戦した。李景隆が朱棣の本拠地である北平城を攻撃した際には、先陣として彰義門を越え城門占領目前に至ったが、武功を奪われることを恐れた李景隆により攻撃中止の命令が下されると悔やみながらも撤退した。結局、北平城攻略には失敗した。
建文2年（1400年）4月、白溝河の戦いで朱棣軍と激突した際、一騎討ちにより朱棣を窮地に追い込んだが、朱棣軍の名将の張玉により斬られた。瞿能の戦死により圧倒的に優勢だった李景隆軍は敗走することになった。